# José María Albaigès Olivart
José o Josep María Albaigés Olivart (Juneda, Las Garrigas, Lérida, 8 de octubre de 1940-Barcelona, 18 de marzo de 2014) fue un ingeniero de caminos, economista, lexicógrafo y escritor español en castellano y catalán.

## Biografía
Ingeniero de caminos en 1965, economista en 1976, fue un superdotado polimata y apasionado de múltiples materias, principalmente matemáticas recretativas, ludolingüística, patafísica (que rebautizó como «ciencia inútil»), onomástica, genealogía, numerología, eulogología, historia, mnemotecnia y literatura de viajes, solo por citar algunos de los asuntos a los que dedicó decenas de libros. Trabajó en el sector constructor e inmobiliario en empresas como COMYLSA, APCE y Reinhold Ulloa, señalándose en el diseño y construcción de obras hidráulicas, aparcamientos, autopistas y edificios de gran altura. Como ingeniero de caminos diseñó y publicó el primer Mapa geotécnico de Barcelona y como matemático recreativo publicó compilaciones de problemas como ¿Se atreve Vd, con ellos? o monografías divulgativas como El número pi, entre otras. Publicó dos novelas históricas, Alcibíades, el primer griego y Sila, el último republicano, y dejó otras dos inéditas. Dentro de la lexicografía destacó con un Diccionario de palabras afines y diversos libros sobre onomástica, disciplina en el cual era considerado uno de los mayores expertos en España; se citan entre sus mejores obras en este campo el Diccionario de nombres de persona, El gran libro de los apellidos, la monumental Enciclopedia de los nombres propios y una Enciclopedia de los topónimos españoles, entre otros indistintamente en catalán o castellano.
Fue también un asiduo colaborador de la prensa con artículos publicados en La Vanguardia, Expansión, Muy Interesante, Cacumen, Quo, Histoire, Noticias de la Construcción, etc. También fundó Carrollia, una revista dedicada a la matemática recreativa y la lingüística, además del BOFCI (Boletín de la Facultad de Ciencias Inútiles), versión española del Colegio de Patafísica francesa fundada por Alfred Jarry. Editó durante un tiempo Semagames (revista de palíndromos y eulogología) y presidió la Sociedad de Onomástica, la Asociación de Onomástica, Heráldica y Genealogía (AOHG) y el FONI (Fórum Onomástico Nacional e Internacional). También presidió el Club Palindromista Internacional (CPI). Fue miembro del Comité de Política Económica de la Cámara de Comercio de Barcelona y de otros diversos comités, asociaciones y grupos de interés cultural; en 2011 fue declarado hijo predilecto de Juneda.
Fue miembro de Mensa España, asociación que recluta a personas de elevado coeficiente intelectual, de la cual fue su segundo presidente entre 1988 y 1993.

## Obras

### Onomástica
- Diccionari de noms de persona i llur significat, Barcelona: Edicions 62, 1980 (muy reimpreso)
- Diccionario de nombres de persona, Barcelona, Ediciones de la Universidad de Barcelona, 1984
- El gran libro de los nombres, Barcelona: Círculo de Lectores, 1990
- Els carrers de Juneda, Juneda, Asociación Cultural Fonoll, 1991
- Noms y renoms de l'antroponímia junedenca, Juneda, 1992
- Enciclopedia de los nombres propios. El origen y significado de todos los nombres. Sus diminutivos, sus derivados, sus anécdotas, Barcelona, Planeta, 1995
- Enciclopedia de los topónimos españoles, Barcelona: Planeta, 1998
- El gran libro de los apellidos, Barcelona: Círculo de Lectores, 1999
- El nuevo libro de los nombres, Barcelona: Círculo de Lectores, 2001
- Diccionari dels noms de noi, Barcelona: Edicions 62, 2000
- Diccionari dels noms de noia, Barcelona: Edicions 62, 2000
- Diccionari dels noms de persona, Barcelona: Edicions 62, 2000
- El Llibre dels Noms de Nen, 2001
- El Llibre dels Noms de Nena, 2001
- El gran libro de los nombres de niño, Barcelona: Molino/Alfaguara/RBA, 2000
- El gran libro de los nombres de niña, Barcelona: Molino/Alfaguara/RBA, 2000
- El gran llibre dels cognoms catalans, 2005
- Los nombres de moda. La importancia del nombre en la vida de una persona. Breve historia de los nombres, legislación. Diccionario de nombres de moda, Barcelona: Ed. De Vecchi, 2010
- El libro de los nombres de niño y niña. Su origen, historia y significado, Ed. Integral, 2011
- Els secrets dels noms catalans. Origen, significat, història, anècdotes i curiositats. Ediciones Robinbook, 2011.

### Narrativa
- La senda del cardamomo (inédita)
- L'art de la tromponació (inédita)
- Alcibíades, el primer griego, Barcelona: Círculo de Lectores, 2007
- Sila, el último republicano, Barcelona, Círculo de Lectores, 2009.

### Lexicografía
- Diccionario de palabras afines con explicación de su significado preciso, Madrid: Espasa-Calpe, 2003.

### Matemáticas recreativas
- ¿Se atreve Vd. con ellos? 101 apasionantes problemas Barcelona: Marcombo Boixareu Editores, 1981
- La proporción áurea (2005)
- El número pi (2007)
- El numeronomicón: diccionario de números, sus propiedades matemáticas, tradición histórica y simbolismo, Madrid: Editorial Tébar, 2014
- La cuarta dimensión, 2007
- Numerología, 2007
- Cuadrados mágicos, 2007.

### Historia
- Petita història d'un segle de ferrocarril a Juneda, 1978
- El Santuari de la Salut, Barcelona: Editorial Montblanc-Martin, 1986
- Un viaje por la historia en 365 días. Hitos, anécdotas y acontecimientos en un día como hoy, 2000, y Barcelona: Viceversa, 2010
- Los misterios del templo de Salomón. Historia, personajes e interpretaciones. Viaje hacia el conocimiento del pueblo judío, siguiéndolo en su deambular para así entender mejor su objetivo. Barcelona: De Vecchi, 2009
- El Macià desconegut, militar, enginyer, polític i hisendat, Pages Editors, 2013.

### Otras obras
- Con M. Dolors Hipólito, Gran diccionario múltiple de citas, Barcelona: Círculo de Lectores, 1995
- Con M. Dolors Hipólito, Un siglo de citas. Selección de las mejores frases y citas del siglo XX, Barcelona: Planeta, 1996
- Con M. Dolors Hipólito, 400 frases que uno dice a menudo y no sabe por qué, Barcelona: Martínez Roca, 2010
- Polemología para ejecutivos, Deusto, 1991
- Ayudando a la memoria. Técnicas y trucos para recordar. Barcelona: Círculo de Lectores, 1994
- En dos palabras: ¡a-lucinante!, Barcelona: Círculo de Lectores, 2003
- El poder de la memoria. El método infalible para mejorar la memoria. Barcelona: Ed. El Aleph, 2005
- Records de l'any de la picor
- La divertida incultura. Barcelona: Ed. La Campana, 2000
- Con Abbie Salny, ¿Es usted un genio?. Barcelona: Ed. Planeta, 1995
- Quince anys cassoljejant. Juneda, 1993
- La salut i el far. Barcelona: Edicions Montseny, 1978 y 1996
- Juneda i la cassola. Juneda, 1988
- Mapa geotécnico de Barcelona, 1978
- La sarsuela junedenca, 1994
- Quin tip de riure!, 2009.